# Арис (филм)
Вижте пояснителната страница за други значения на Арис.
„Арис“ е български телевизионен игрален филм (драма) от 1983 година на режисьора Марио Кръстев. Сценарист е Христо Калчев, оператор – Константин Занков, а художник – Красимира Лозанова. Музиката е на композитора Александър Бръзицов. 

## Сюжет
80-те години на ХХв. 30-годишната Емилия е служителка в научен институт. Горда и затворена в себе си, тя не общува с колежките си. Изживяла кратък флирт с новия директор на института, тя отново се отдръпва в самотата. Родителите ѝ, загрижени, че остава неомъжена, непрекъснато ѝ водят кандидати. За да се отърве от техния натиск, тя си измисля романтична история с гръцкия революционер Арис, загинал за родината си. Родителите ѝ я приемат безрезервно и започват да я разпространяват.
Всички започват да се отнасят с уважение към Емилия. Когато баща ѝ претърпява сърдечен удар, тя го завежда в Созопол, за да се възстанови. Там се запознава с моряка Иван, в когото се влюбва. Той идва в София. Емилия го настанява в къщата на колежката си Марта. Баща ѝ е възмутен, че тя е заменила Арис с толкова посредствен човек. Емилия му признава, че Арис е измислица, но той не вярва. Младата жена е отчаяна, че мечтата ѝ се е обърнала срещу нея.
Докато се опитва да убеди баща си да приеме Иван, той започва връзка с колежката ѝ. Баща ѝ се среща с Иван и грубо го изгонва. След нов удар възрастният човек се озовава в болница. Майката на Емилия ѝ признава, че цял живот е имала любовник. Отвратена, младата жена се изнася от дома си и наема квартира, в която да живее с баща си.
Започвайки нов живот, среща на улицата младежа, по чийто образ е създала Арис. С усмивка, двамата се разминават... 

## Актьорски състав
| Роля                             | Изпълнител                    |
| -------------------------------- | ----------------------------- |
| Емилия                           | Евгения Баракова              |
| Генов, бащата на Емилия          | Васил Димитров                |
| Генова, майката на Емилия        | Леда Тасева                   |
| Иван, морякът                    | Антон Горчев                  |
| Василев, директорът на института | Стефан Данаилов               |
| монтьор по яхтите                | Кирил Варийски                |
| Марта, колежката на Емилия       | Мария Статулова               |
| хазяинът                         | Досьо Досев (като Досю Досев) |
|                                  | Петър Димов                   |
|                                  | Парвиз Хейраби                |
|                                  | Георги Стоянов                |
|                                  | В епизодите                   |
|                                  | Д. Аврамов                    |
|                                  | Ал. Бръзицов                  |
|                                  | Ат. Колев                     |
|                                  | В. Захариева                  |
|                                  | Н. Андреева                   |
|                                  | Д. Сиракова                   |
|                                  | М. Калчева                    |